# Cho Kyu-hyun
Cho Kyu-hyun (født 3. februar 1988) er en sydkoreansk sanger og det yngste medlem af boybandet Super Junior. Han var den sidste der blev medlem af gruppen, og er set som en af de fire ledende vokalister.